# Grammostola rosea
Grammostola rosea (manchmal im Deutschen auch „Rote Chile-Vogelspinne“ genannt) ist eine Vogelspinnenart aus Chile, die auch in Argentinien und  Bolivien vorkommt.
Sie war früher unter dem Namen Grammostola cala und G. spatulata bekannt und wird teilweise auch noch heutzutage unter diesen Namen im Handel ausgewiesen. Mit G. cala wurde im Zoohandel die rötliche Färbung dieser Art und mit G. spatulata die bräunliche bezeichnet. In Südamerika wird sie „Rosa Tarantel“ (tarántula rosa) genannt.

## Aussehen und Körperbau
Grammostola rosea ist eine mittelgroße Vogelspinne. Adulte Weibchen können eine Körperlänge von bis zu 7,5 cm und eine Beinspannweite von bis zu 15 cm erreichen. Die Körperlänge der Männchen ist bei ähnlicher Beinspannweite kleiner. Die durchschnittliche Körperlänge von 50 für eine Untersuchung gesammelten Individuen betrug bei den Weibchen 5,05 cm und bei den Männchen 4,25 cm. Die Färbung kann von leuchtendem Rot bis zu dunkelbraun variieren. Das Kopf-Brust-Stück, das Prosoma, oder – weniger genau – der Cephalothorax, ist von einem chitinösen Rückenschild, dem Carapax, geschützt, der vor allem bei erwachsenen Männchen leuchtend rötlich gefärbt ist. Die gesamte Behaarung ist kurz. Auf den Beinen sind bei dunkleren Exemplaren deutlich zwei Linien erkennbar. Bei den Jungtieren sind die Beine blass-rosa gefärbt. Der Hinterleib ist dunkelbraun. Mit jeder Häutung werden die Beine dunkler. Auf dem Opisthosoma (Hinterleib, Abdomen) sind Brennhaare vorhanden. Sie werden bei jeder Häutung erneuert.

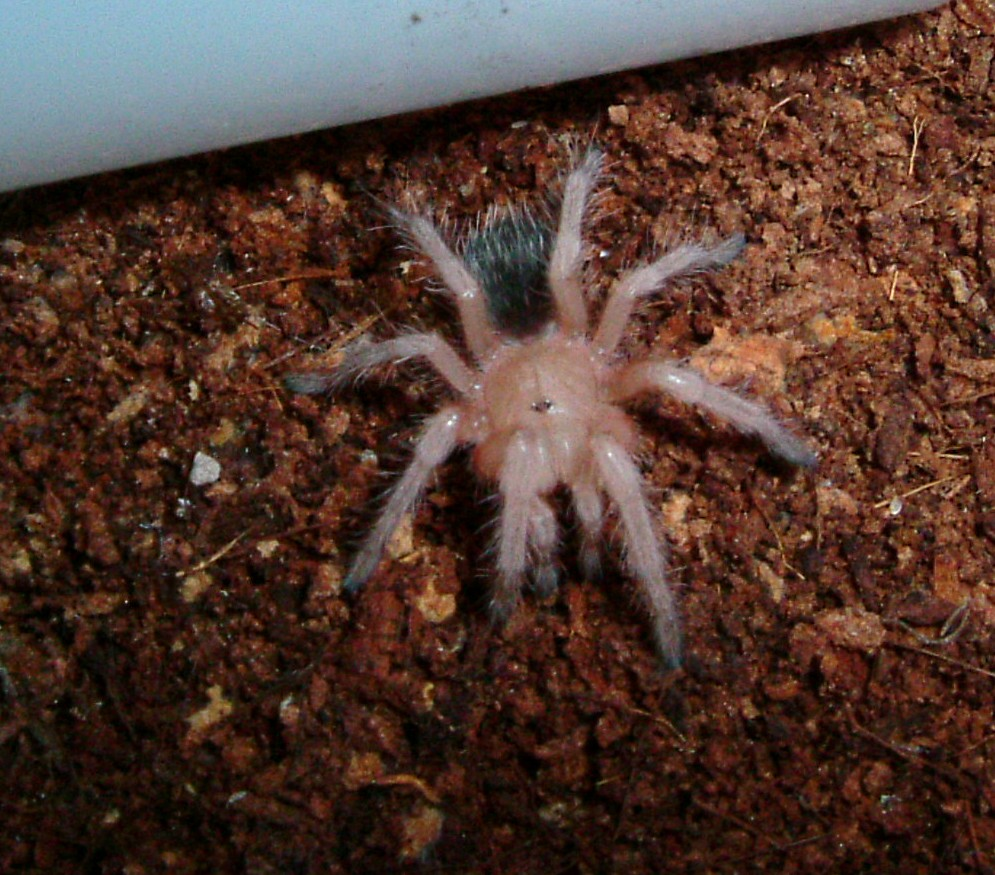
Nymphe
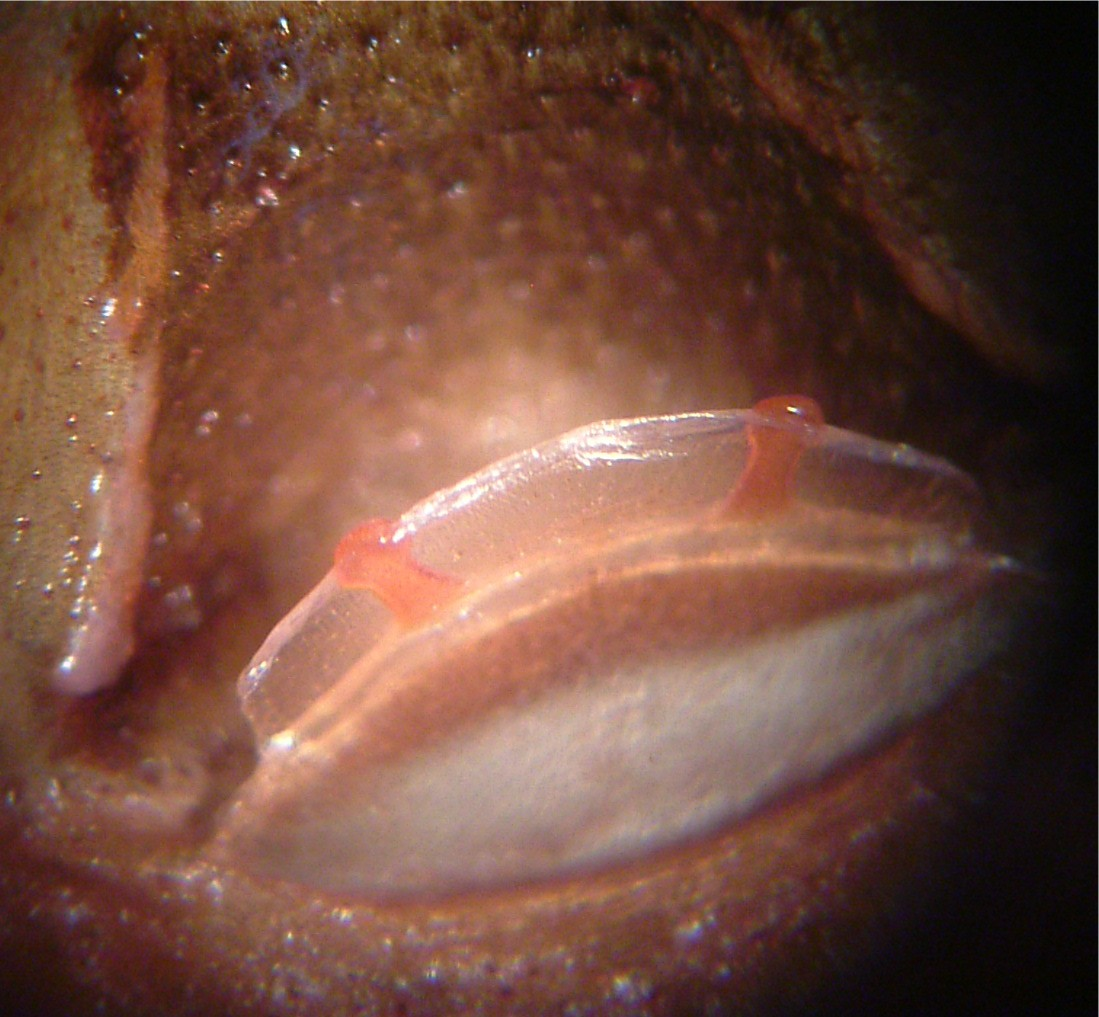
Spermathek, stark vergrößert
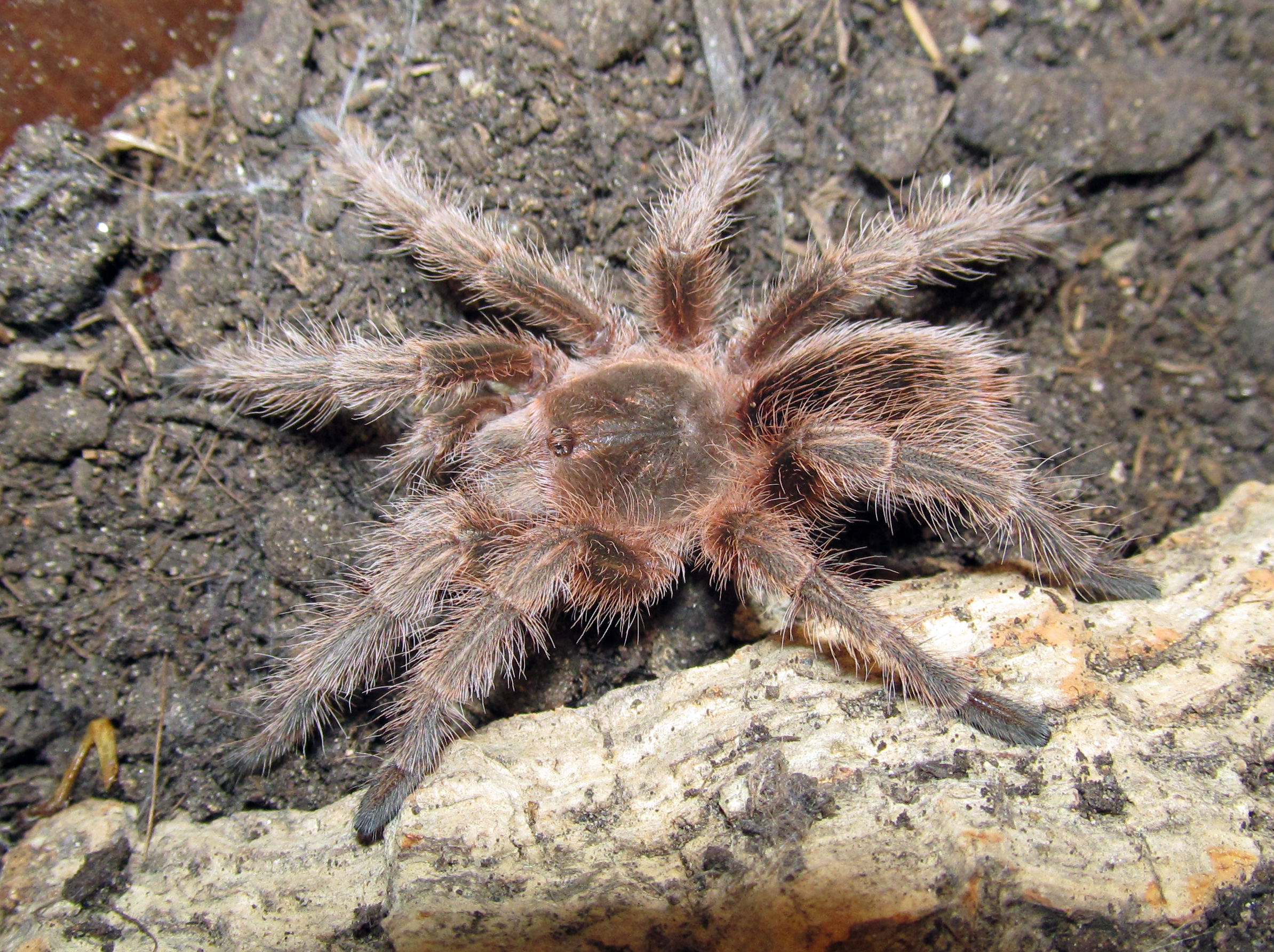
Jungtier
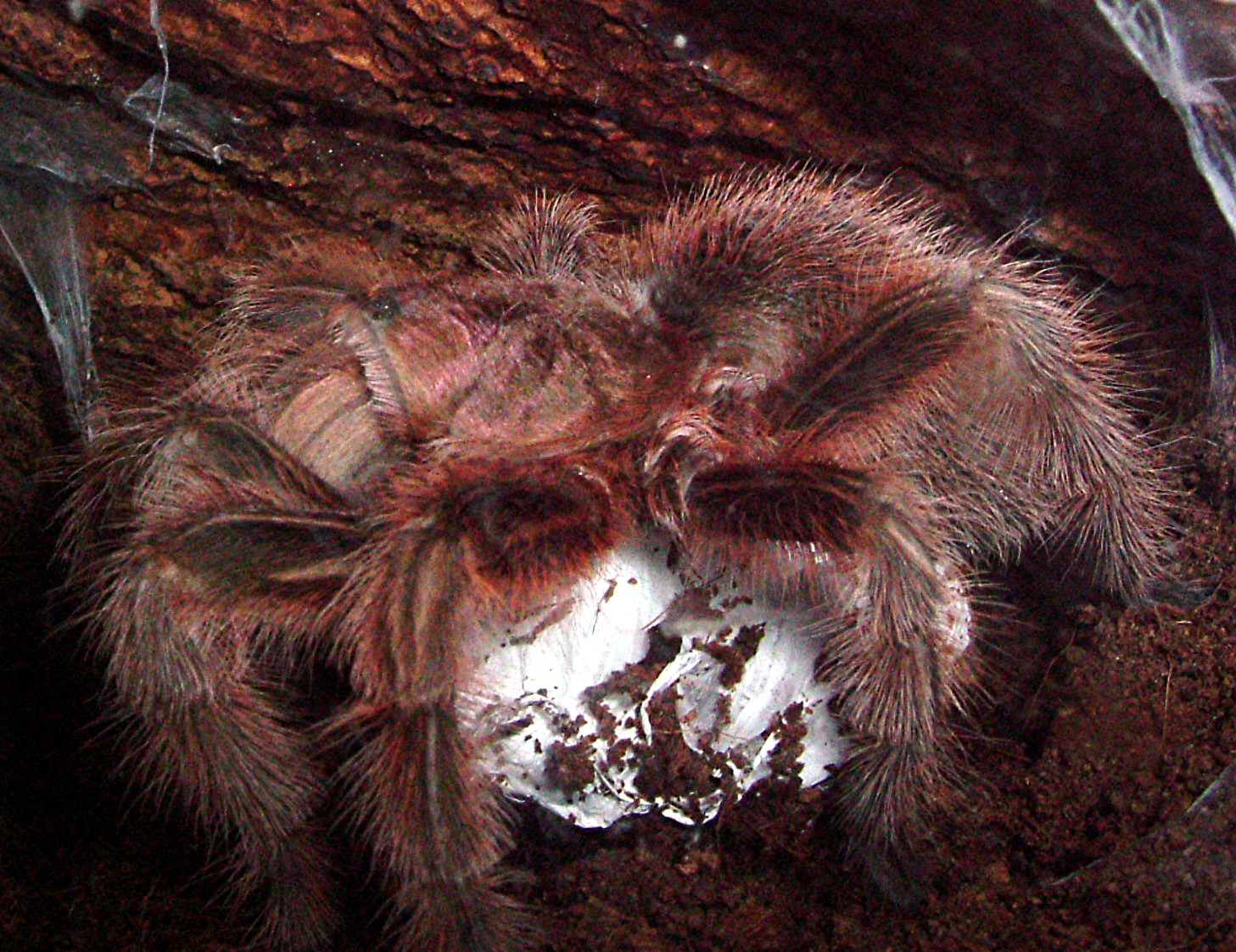
Weibchen mit Kokon
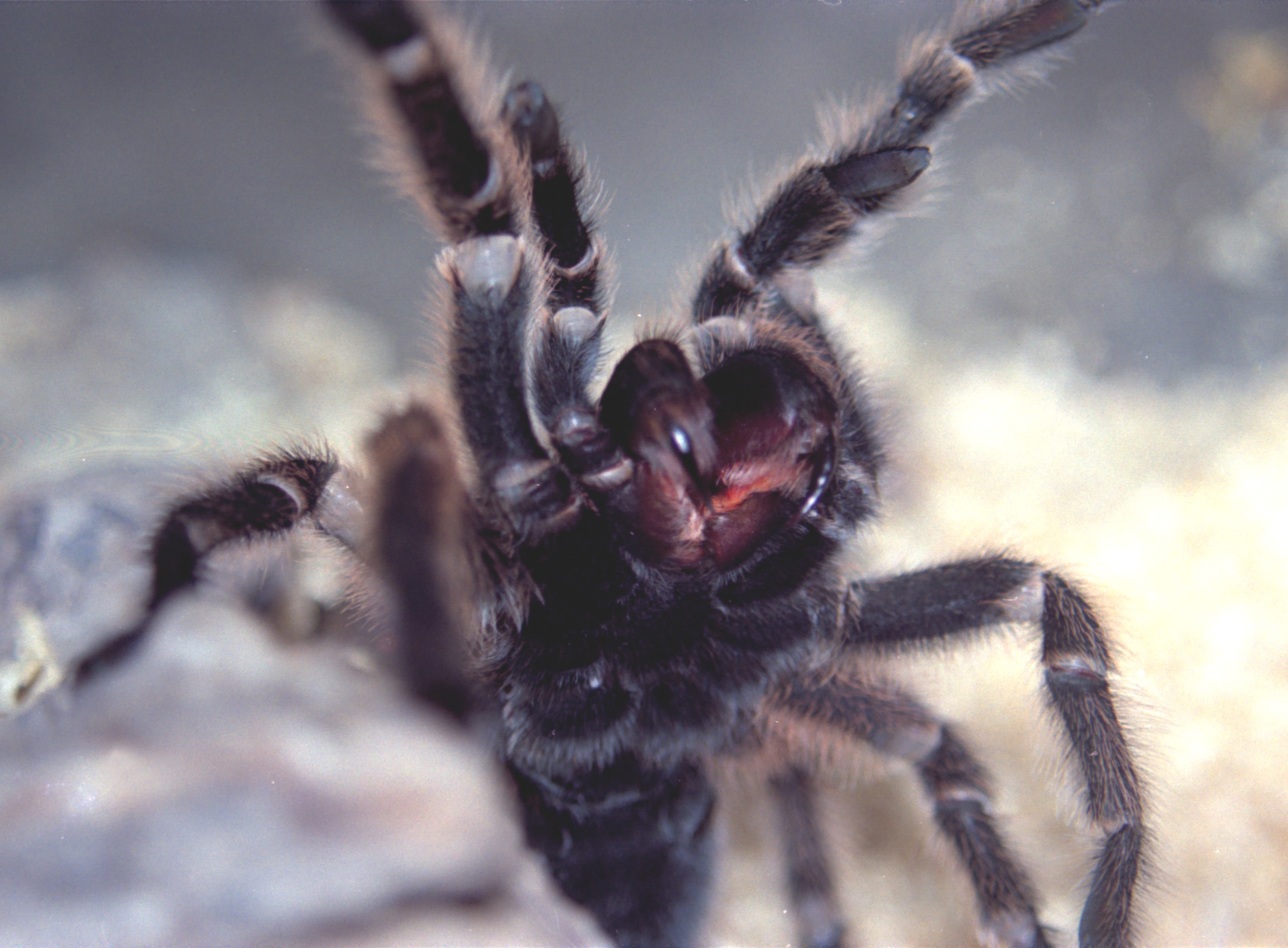
Weibchen in Drohstellung

## Lebensweise
Grammostola rosea bewohnt selbst angelegte Wohnröhren in den feuchten Regionen ihres Verbreitungsgebietes. Diese bis zu einem Meter tiefen Wohnröhren werden vornehmlich in nasser, lockerer Erde angelegt und dienen den Spinnen als Rückzugsort. Die Regionen, die diese Art bewohnt, unterliegen mitunter großen jahreszeitlichen Schwankungen. Die Tiere kompensieren dies durch eine einige Monate lang andauernde Winterruhe.
Grammostola rosea ist, wie alle Vogelspinnen, ein Lauerjäger. Sie ernährt sich hauptsächlich von Insekten wie z. B. Schaben, seltener auch von kleinen Säugetieren.

## Artenschutz
Obwohl es nicht bekannt ist, ob Grammostola rosea lokal bedroht ist, sind mit Sicherheit die Massenimporte für den europäischen Tierhandel kritisch zu sehen, zumal diese Art problemlos nachgezogen werden kann und in Deutschland auch wird.

## Forschungsgeschichte
Die Art wurde von Walckenaer unter dem wissenschaftlichen Namen Mygale rosea erstbeschrieben. Einige weitere Namen wurden mit der Art synonymisiert, ein jüngeres Synonym ist Grammostola porteri. Grammostola porteri wurde mit der Art synonymisiert, da Mello-Leitão für die Erstbeschreibung nur ein einzelnes Männchen heranzog und die Beschreibung vage, ohne Details und Illustration war. Im Vergleich mit dem Neotyp von Grammostola rosea zeigte das Typexemplar von Grammostola porteri, noch vor dem großen Brand des Nationalmuseums von Rio de Janeiro als Leihgabe angefordert und damit gerettet, keine Unterschiede.